# Église Saint-Basile d'Ostrog de Belgrade
Pour les articles homonymes, voir Église Saint-Basile-d'Ostrog.
L'église Saint-Basile d'Ostrog (en serbe cyrillique : Црква Светог Василија Острошког у Београду ; en serbe latin : Crkva Svetog Vasilija Ostroškog u Beogradu) est une église orthodoxe située à Belgrade, la capitale de la Serbie, dans la municipalité urbaine de Novi Beograd et dans le quartier de Bežanijska kosa. Elle a été construite entre 1996 et 2001.

## Présentation
L'église Saint-Basile d'Ostrog, située rue Partizanskih avijacija, a été construite entre 1996 et 2001, d'après des plans de l'architecte Mihajlo Mitrović. Pour cette église, Mitrović a adopté le modèle de la rotonde paléo-chrétienne combinée avec des galeries latérales et un grand clocher situé à l'ouest de l'ensemble. Les fonds nécessaires au projet de construction ont été fournis par des admirateurs de Saint Basile d'Ostrog, surnommé le faiseur de miracles.